# Dobri Dobrev
Dobri Dimitrov Dobrev (în bulgară Добри Димитров Добрев), cunoscut și sub numele Moș Dobri, Taica Dobri (în bulgară дядо Добри) sau Sfântul din Bailovo, (n. 20 iulie 1914, Bailovo, Gorna Malina, Sofia, Bulgaria – d. 13 februarie 2018, Mănăstirea Kremikovți⁠(d), Sofia-capitala, Bulgaria) a fost un ascet bulgar sărac, care din banii primiți ca milostenie, a contribuit la ctitorirea de biserici și mănăstiri ortodoxe bulgare.

## Biografie
S-a născut pe 20 iulie 1914 în satul Bailovo. Tatăl lui, Dimităr, a murit în timpul Primului Război Mondial, iar mama sa, Katerina, și-a crescut singură copiii. Dobri Dobrev s-a căsătorit în 1940, la începutul celui de-al Doilea Război Mondial. În timpul celui de-al Doilea Război Mondial, în urma exploziei unei bombe aruncate asupra regiunii Sofia, Dobrev a rămas aproape surd. De când consătenii săi din Bailovo își amintesc, Moș Dobri dăruia fiecare bănuț pe care-l primea.
A avut patru copii, dintre care doi au murit înaintea lui. Era îngrijit de una din fiicele sale. În anul 2000, a dăruit tot ce avea Bisericii Ortodoxe și s-a mutat într-o cămăruță din curtea bisericii satului, închinată Sfinților Chiril și Methodie. Conform mărturiilor, dormea adesea pe jos și nu se folosea deloc de înlesnirile civilizației moderne; pe masă avea de cele mai multe ori doar câteva bucăți de pâine și niște roșii. În zilele reci de iarnă putea fi văzut cum își suflecă mâinile hainei sale negre ca să care găleți cu apă și lemne prin curtea bisericii aflată în proces de restaurare(un monument istoric, construit în 1884 de meșterul Gancio Smolsko Tifonov).
Mergea zilnic peste 25 de kilometri (în tinerețe pe jos, mai apoi cu autobuzul), de la Bailovo până în Sofia, purtând îmbrăcăminte croită de el, precum și opinci de piele, pentru a cerși. Nu era însă propriu-zis un cerșetor, deoarece nu păstra banii pentru el, ci îi dăruia bisericilor și mănăstirilor în nevoie. A făcut astfel donații în valoare de 40.000 de euro, bani strânși din milostenii. Pentru viața sa ascetică, pentru bunătatea și milostenia sa, a fost supranumit "Sfântul din Bailovo".
După o scurtă boală, a murit pe 13 februarie 2018, în vârstă de 103 ani, la Mănăstirea Kremikovți.

## Activitate filantropică
Moș Dobri a adunat 10.000 de leva (cca. 5.000 de euro) pentru restaurarea bisericii Sf. Chiril și Methodie din Bailovo. A dăruit bani pentru reconstrucția bisericilor din Kalofer și Poibrene. A ajutat cu 25.000 de leva (cca. 13.000 de euro) la reconstruirea  Mănăstirii Eleșnița din satul Eleșnița.
Donația lui cea mai importantă, în valoare de 35.000 de leva (cca. 18.000 de euro), a fost făcută în mai 2009 pentru restaurarea Catedralei Aleksandr Nevski din Sofia. Bătrânul l-a căutat pe consilierul economic al bisericii, Stefan Kalaidiev, și i-a spus despre donația pe care intenționa s-o facă. Suma a fost depusă, bănuț cu bănuț, la o filială bancară din Novi Iskar de o rudă apropiată a sa. A fost cea mai mare donație din istoria de o sută de ani a catedralei; potrivit lui Stefan Kalaidiev, sumele anuale obținute din donațiile vizitatorilor bisericii, folosite la restaurarea acesteia, sunt într-un cuantum de 2000-2500 de leva (cca. 1000-1300 de euro). Cu banii primiți, s-a reușit restaurarea vechiului tron, s-au cumpărat noi veșminte și acoperăminte pentru altar și s-a reparat o spărtură din acoperiș. Ca mulțumire, unul din slujitorii catedralei, Ieromonahul Tihon, a mobilizat mai mulți credincioși ca să-l ajute, la rândul lor, pe Moș Dobri cu niște mobilă (un pat, niște scaune, un dulap etc.) pentru chiliuța sa din Bailovo. Acesta însă a refuzat să primească orice dar.

## Cuvinte
„Voința cea bună este dreaptă și adevărată. Toate din ea sunt bune. Să nu mințim, să nu furăm, să nu curvim. Să ne iubim unul pe altul așa cum Dumnezeu ne iubește pe noi.”—Dobri Dobrev